# Agnete Kjølsrud
Agnete Maria Forfang Kjølsrud (ur. 1 grudnia 1976) – norweska wokalistka i autorka tekstów. Agnete Kjølsrud działalność artystyczną rozpoczęła w 2002 roku w kwintecie rockowym Animal Alpha. Wraz z grupą nagrała m.in. dwa albumy studyjne: wydany w 2005 roku Pheromones oraz You Pay for the Whole Seat, but You'll Only Need the Edge z 2008 roku. W 2009 roku zespół został rozwiązany.
Również w 2009 roku Kjølsrud wraz z perkusistą Erlendem Gjerde - członkiem koncertowego składu formacji Wardruna oraz gitarzystą Stianem Kårstadem z zespołu Trelldom założyła rockowy zespół Djerv. Debiutancki album formacji zatytułowany Djerv ukazał się w czerwcu 2011 roku.
W 2010 roku wystąpiła gościnnie na ósmym albumie grupy muzycznej Dimmu Borgir pt. Abrahadabra. Kjølsrud zaśpiewała w utworach "Endings And Continuations" i "Gateways". Wokalistka wystąpiła gościnnie także na płytach takich wykonawców jak: Bermuda Triangle, Black Debbath, Solefald i El Caco.

## Dyskografia
- Bermuda Triangle - Mooger Fooger (2003, Planet Noise, gościnnie)[5]
- Animal Alpha - Animal Alpha EP (2005, Racing Junior)[6]
- Black Debbath - Naar vi døde rocker (2005, Duplex Records, gościnnie)[7]
- Animal Alpha - Pheromones (2005, Premium Records)[8]
- Bermuda Triangle - 33rpm (2006, Planet Noise, gościnnie)[9]
- Black Debbath - Black Debbath hyller kvinnen! (2007, Duplex Records, gościnnie)
- El Caco - From Dirt (2007, Black Balloon Records, gościnnie)[10]
- Animal Alpha - You Pay for the Whole Seat, but You'll Only Need the Edge (2008, Racing Junior)[11]
- Dimmu Borgir - Abrahadabra (2010, Nuclear Blast, gościnnie)[4]
- Djerv - Headstone EP (2010, Katapult Music, Indie Distribution)[12]
- Solefald - Norrøn livskunst (2010, Indie Recordings, gościnnie)
- Djerv - Djerv (2011, Indie Recordings, Mystic Production)[3]